# Тијас Мортиђија
Тијас Мортиђија (српскохрватски Tias Mortigjija; Дубровник, 7. април 1913 — Самобор, 23. октобар 1947) је био хрватски новинар и публициста, члан усташког покрета и резервни официр усташке војске. Најпознатији је као уредник неколико новина и часописа у тадашњој НДХ.

## Биографија
Основну школу и реалну гимназију похађао је у родном Дубровнику. Још као средњошколац почео је објављивати песме, осврте, чланке и расправе по тадашњој хрватској штампи: Хрватској ревији, Хрватском народу, Спремности, Гласу Матице хрватске, Лучи, Хрватској стражи, Новом добу, Хрватској смотри... Године 1931, након завршетка гимназије отишао је у Загреб на студије где је, непосредно пред Други светски рат, на Филозофском факултету завршио историју и географију. Све време студија професионално се бавио издаваштвом, а у периоду 1933-1936. уређивао је неколико десничарских часописа: Кријес, Алма Матер, Дубрава и Хрватски југ. У то време написао је и књижицу (заправо памфлет) Динко Томашић у правом свијетлу, а за штампу је приредио књигу Јосипа Берсе Дубровачке слике и прилике, за коју је написао и предговор.
Иако је изабран за асистента на катедри економске историје Високе економске-комерцијалне школе у Загребу, због заузетости уредничким пословима, Мортиђија на том месту никада није почео радити.
У својој аутобиографији Мортиђија тврди да је у раној младости био одушевљени присталица југословенства, али да му је одушевљење спласнуло након крвавих догађаја у београдској скупштини 20. јуна 1928. Од тад се, по сопственим речима, окренуо хрватском национализму, те је почео да проучава хрватску књижевност и историју. За Мортиђију, једини истински национализам је био изнадпартијски национализам, онај који излази из уских грађанских оквира, одбрамбени, ослободилачки и старчевићевски.

### Каријера за време Независне Државе Хрватске
Априла 1941, дакле, од самог настанка НДХ, Мортиђија је постао главни и одговорни уредник Хрватског народа, у то време најважнијег хрватског дневног листа. На том месту је био све до фебруара 1942, када је постао директор и главни и одговорни уредник новооснованог недељног часописа Спремност. Смењен је крајем децембра 1944, а на његово место је постављен Фрањо Невистић. Мортиђија је био члан Усташког покрета од 1941, те резервни заставник, касније капетан усташке војске.
Недељни часопис Спремност био је главно идејно гласило усташког покрета и једини недељни часопис у НДХ, будући да су усташе забраниле издавање свих осталих грађанских часописа »тадашњег времена«. Хрватски народ, као и часопис Спремност, биле су типично марионетске новине које су у свему следиле политику Сила Осовина, нарочито Трећег рајха. Илустративно је да је већ 20. априла 1941. Хрватски народ пренео чланак из Дојче цајтунга под насловом »Против жидова треба предузети најстроже мјере«, који је завршавао речима: »Без рјешења жидовског питања нема коначног смирења у југоисточном простору. А исто је тако сигурно да ове мјере никада не могу бити доста оштре.« Хрватски народ није само преносио туђе текстове, већ је доносио и своје у сличном тону, попут чланка од 26. јуна 1941. под насловом: »Унаточ забрани, Жидови се још увијек купају у Сави.« У сличном расистичком тону писани су и чланци о Србима, Циганима и другим „нижим расама“.
Када је постало очигледно да се ближи пропаст Независне Државе Хрватске, Мортиђија је 6. маја 1945, са још тридесеторицом новинара из Просвјетне бојне, побегао у Аустрију.

### Избеглички дани
У Аустријском избегличком логору, који је често мењао локације, живео је од маја 1945. до августа 1946..
Мортиђија се у логору прихватио организовања друштвеног живота: приредби, предавања о хрватској историји и организовања Иницијативног одбора Хрвата-избјеглица у Корушкој. Првог марта 1946. издао је и један број новина Данас и сутра (на свега две странице) које је требало да постану гласило хрватских избеглица у Аустрији.

### Суђење и смрт
На захтев југословенских власти, Тијаса Мортиђију су британске окупационе трупе у Аустрији изручиле Југославији, те је 2. септембра 1946. године, из Мариборa депортован у затвор у Загребу. Након проведене истраге, загребачки Окружни суд је 8. септембра 1947. Тијаса Мортиђију осудио на смрт стрељањем и губитак свих грађанских права. Врховни суд Хрватске 23. септембра 1947. потврдио пресуду, а Тијас Мортиђија је стрељан је 23. октобра 1947. негде у околини Самобора.
За време једногодишњег боравка у затвору, Мортиђија је написао и аутобиографију.

### Обнова суђења
Обнову судског процеса из 1947. и поништење тадашње пресуде затражио је Мортиђијин син Мато Мортиђија (он је у тренутку смрти свог оца имао четири године) преко свог дубровачког адвоката Антуна Михочевића крајем 1990-их. Након дуготрајног судског процеса је Жупанијски суд у Загребу, у саставу: суткиња Ерна Дражанчић (председница) и суци Иван Турудић и Владимир Павлековић (чланови), 18. марта 2003. поништио правомоћну пресуду Окружног суда за град Загреб од 8. септембра 1947. (број K-417/47), којом је Тијас Мортиђија, главни уредник Спремности, најчитанијег часописа НДХ, те одговорни уредник дневних новина Хрватски народ, био проглашен кривим и осуђен на смрт стрељањем, трајан губитак политичких права, родитељских права, права на пензију и помоћ социјалног осигурања, те конфискацију имовине, а због казнених дела из чланка 3. точка 6. и других Закона о кривичним делима против народа и државе. У образложењу пресуде наведено је да су ондашње комунистичке власти осудиле Тијаса Мортиђију »за политички мотивирана казнена дела, злоупотребом политичке моћи« (комуниста и њихових судова), односно да су га осудили »зато што је био организовани члан Усташког покрета као усташки заставник, унапређен у чин резервног усташког сатника, те зато што је као члан уредништва, односно одговорни уредник дневног листа Хрватски народ и након тога у часопису Спремност и другим новинама објавио низ чланака о Независној Држави Хрватској и о борби хрватског народа за независност«.
Веће Жупанијског суда у Загребу, уверило се наиме, да је Тијас Мортиђија 1947. проглашен кривим зато што је »починио кривично дело политичке сарадње с непријатељем« (тачка 1), и »кривично дело ратног злочина«, и то опет »сарадњом с непријатељем, подстицањем на убиства, осуђивања на смртне казне и њихова почињења, на хапшења, мучења, присилно исељавање и одвођење у концлогоре, присилно превођење на другу веру итд.« (тачка 2 - 9), поновно »политичком сарадњом с непријатељем« (тачка 10) и »кривичним делом насилног обарања и угрожавања постојећег државног уређења ФНРЈ, њене спољашње безбедности, основне демократске, политичке, националне и економске тековине НОБ-а« (тачка 11) због чега је осуђен на казну смрти стрељањем, трајан губитак већ споменутих права и конфискацију имовине.
Анализом пресуде из 1947. установљено је: да је суд из 1947. оптуженикову кривњу темељио на његовом признању да је био члан Усташког покрета, у чину резервног заставника па капетана, да је био одговорни уредник Хрватског народа и одговорни и главни уредник Спремности, а није уважио Мортиђијину изјаву како није написао инкриминисане текстове. Своје признање, између осталог, Мортиђија је образлагао чињеницом да су у његовим текстовима садржани елементи његовог убеђења и схватања тадашње политичке ситуације.
»У својим текстовима«, тако је констатовало веће Жупанијског суда у Загребу, »Мортиђија није лично излагао позитивне тоталитаристичке елементе, а ни у којем случају није одобравао злоупотребе и застрашивања…«
Будући да се на ту пресуду Жупанијско државно одвјетништво није жалило, она је постала правомоћна - а она правно значи да Тијас Мортиђија осуђен невин.
Очекује се да би ускоро могли уследити слични судски процеси (40 новинара НДХ стрељано је након 1945, 47-седморици је доживотно забрањен сваки јавни рад, а 13 је убијено у завршним операцијама ослобођења земље).

#### Реакције на ту пресуду
Та пресуда је изазвала и негативне реакције код дела хрватске јавности. Своје чуђење изразио је новинар Вјесникa Иво Хорват, који се заправо није окомио на ослобађајућу пресуду Мортиђији, већ на њен новинарски приказ од стране колеге Јосипа Грбеље. Иво Хорват је укратко рекао »да се без обзира на поништење пресуде из 1947 не може се рехабилитовати политика и пракса коју су одговорни уредници усташких листова проводили у служби Павелићевог режима. То је данас ваљда јасно у свим сегментима наше политичке сцене, и лево и десно, поготово у новинарству. Осим у изолованим скупинама филоусташких носталгичара.« На тај чланак Хорвата реаговао је прозвани Грбеља, прозвавши Хорвата да не просуђује трезно и објективно, него емотивно, јер да има предубеђења о усташтву, те да се у ствари не обрачунава са њим већ са правомоћном судском одлуком.
Та пресуда је у емигрантским усташким круговима дочекана као редак пример исправљања неправди урађених за време комунистичке Југославије, тако се и председник Хрватског дома у Буенос Ајресу, Анђелко Јурун, у свом писму председнику Хрватске, Санадеру, позвао на њу.